# Letteratura galiziana intersecolare
La letteratura galiziana del periodo intersecolare è la produzione letteraria realizzata durante il periodo che va dal tramonto del XIX secolo agli albori del XX nella regione spagnola della Galizia.

## Il periodo intersecolare
In realtà, è abbastanza difficile definire il limite che separa lo stadio intersecolare dalla fine del Rexurdimento, in quanto i movimenti letterari non scompaiono dalla notte al giorno, ma necessitano di un processo graduale. Normalmente, abbiamo le date legate agli eventi storici che segnano l'inizio simbolico di ogni fase della letteratura galiziana, ma non succede lo stesso in questo caso. Non tutti i generi cominceranno il processo di decadimento allo stesso tempo e, inoltre, solo il teatro subirà la decadenza in questa epoca.
Per questo motivo, per non creare un'interruzione artificiale tra il teatro e la prosa del Rexurdimento e del periodo intersecolare, risaliremo nel trattamento di questi due generi alla fine del Rexurdimento (nel 1880 per la narrativa, nel 1882 per l'arte teatrale).
Nel caso della poesia, inizieremo la letteratura "tra i due secoli" nel 1888, anno della pubblicazione di O Divino Sainete, di Manuel Curros Enríquez, in quanto è l'ultima opera poetica pubblicata da uno dei tre grandi maestri del Rexurdimento.

## Contesto storico

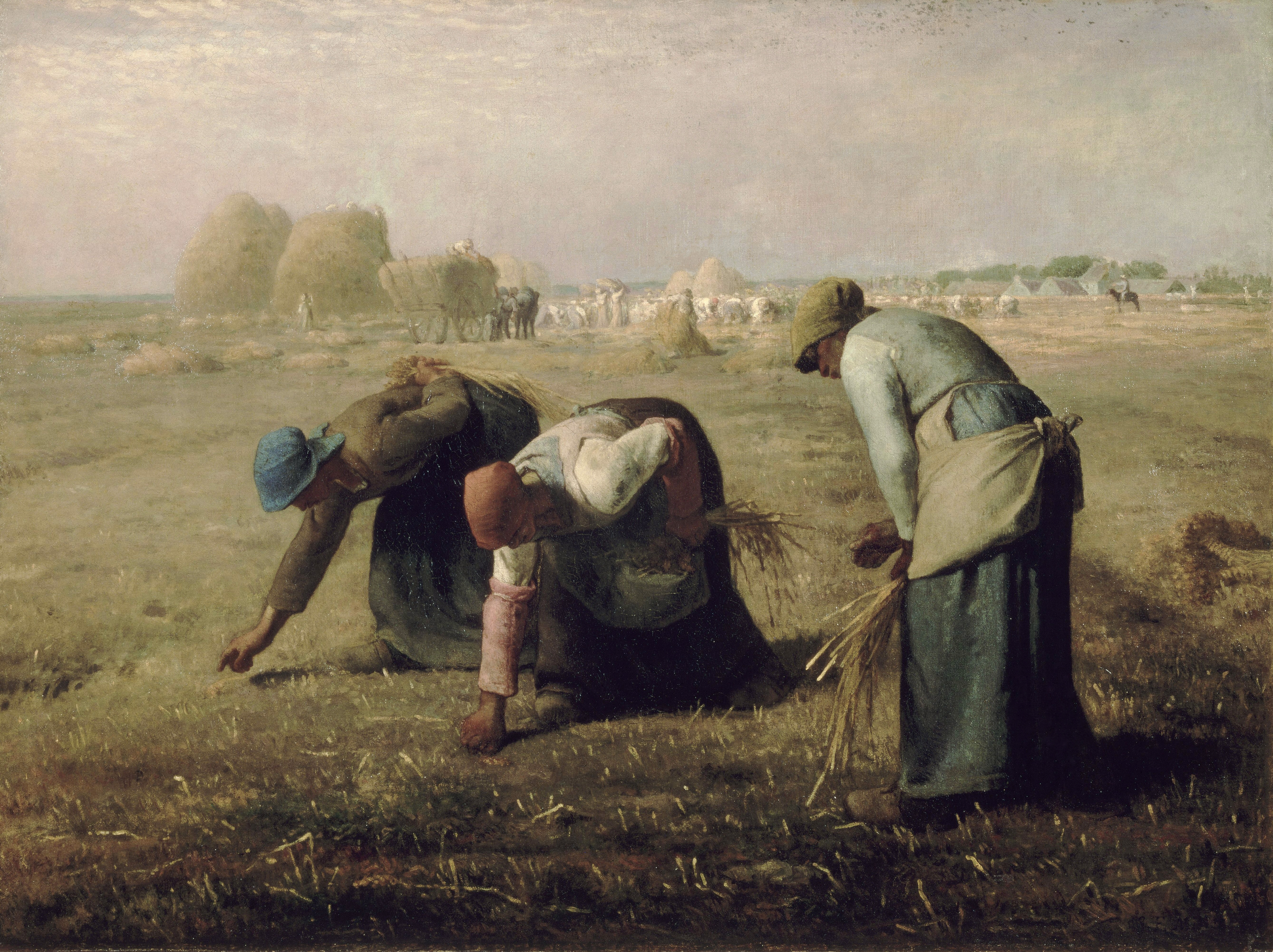
Nel XIX secolo la maggioranza dei galiziani erano contadini. Nella figura Le spigolatrici di Millet

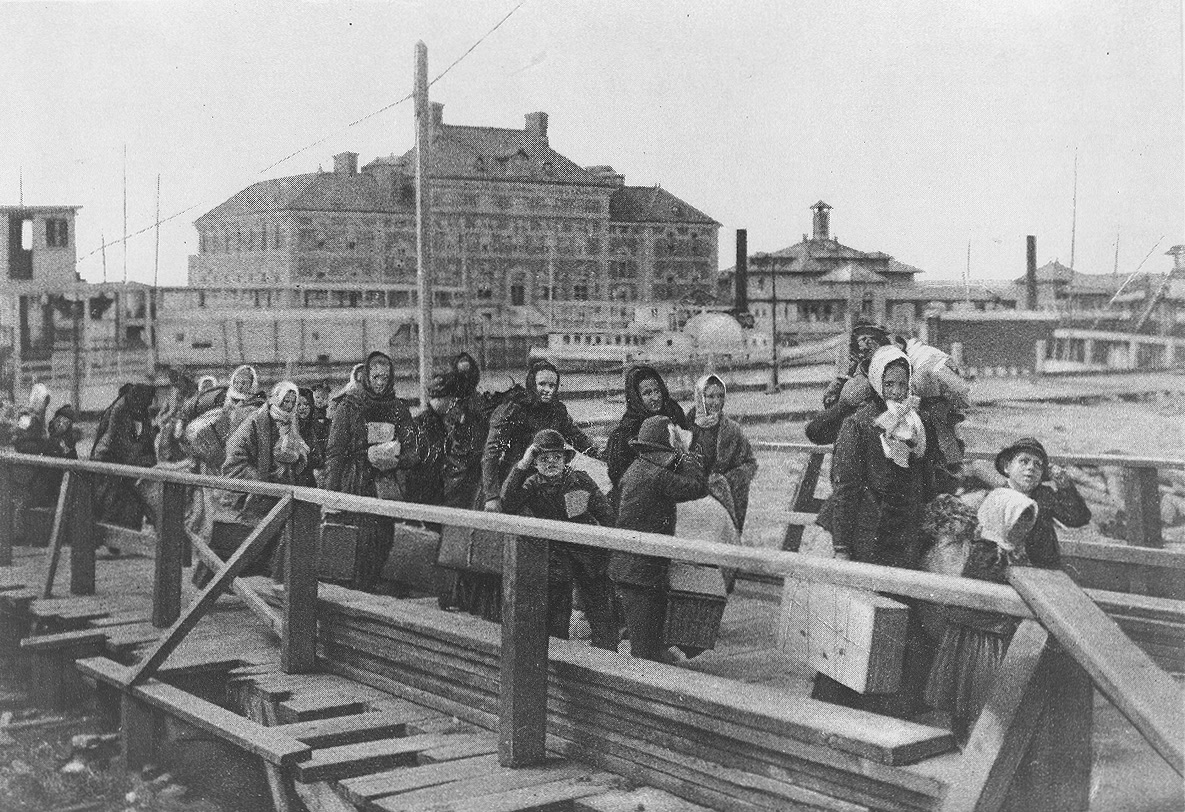
L'emigrazione fu molto elevata in quest'epoca; l'immagine mostra gli emigranti che nel 1902 sbarcano a Ellis Island, New York

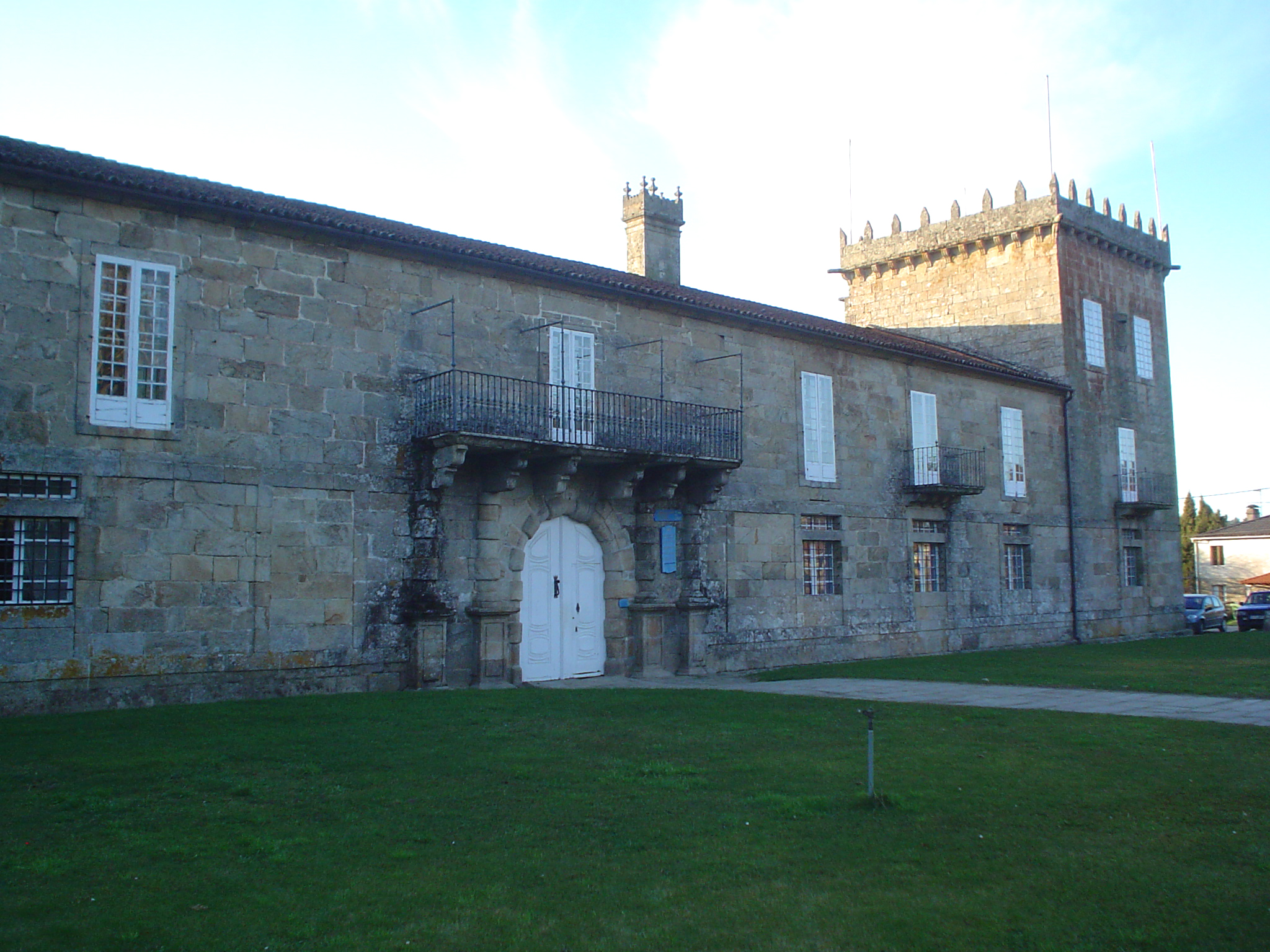
La fidalguía era abituata a vivere in palazzi. Nella figura il Palazzo di Oca

La Galizia di fine secolo continuava a soffrire l'arretratezza economica d'inizio secolo, facendo sì che si mantenesse (e anche si incrementasse) il tasso di emigrazione. 
Per quanto concerne la contadinanza, il periodo che va dalla fine del XIX secolo e il principio del XX veniva ad essere segnato dalla crisi agraria di fine secolo, a causa della competizione che subiva il bestiame galiziano da parte di quello americano.
La struttura sociale, d'altra parte, resta segnata dalla decadenza della classe fidalga, la quale verrà genialmente narrata, già all'inizio del XX secolo, nelle novelle storiche di Ramón Otero Pedrayo. Inoltre, racconteremo in questo lasso di tempo di una certa deruralizzazione della Galizia, in quanto avremo un incremento del processo, attraverso il quale la popolazione rurale passerà dalla "vita campestre" alla "vita urbana".
Nel 1891, avranno luogo i Xogos Florais di Tui, nei quali Manuel Murguía userà per la prima volta la lingua galiziana in una manifestazione pubblica (escludendo, s'intende, la fase medievale, nella quale il galiziano veniva usato in qualsiasi contesto socio-politico e culturale). Ma questi Xogos Florais segneranno anche la fine dell'apogeo dei Xogos Florais, eventi che si celebravano nel paese galiziano dal 1861 e, intorno ai quali, si faceva risorgere il sistema letterario galiziano. E, se nel 1891 la lingua venne ad essere utilizzata per la prima volta in una manifestazione pubblica, nel 1907 verrà impiegata per la prima volta in un discorso politico fatto da Manuel Lugrís Freire.
A partire dal 1907 sorgeranno le "rivoluzioni agrarie" (o agrarismo), con la fondazione del sindacato agrario Solidaridad Gallega. Il religioso Basilio Álvarez sarà la principale figura politica di questo movimento e, Ramón Cabanillas, di quella letteraria. L'agrarismo passerà dal 1907 da varie fasi (precisamente quattro), e finirà solo verso il 1936, con l'inizio della guerra civile.
Infine, durante il periodo della prima guerra mondiale (1914-1919), la Spagna rimase neutrale e il paese galiziano ne trasse nel complesso solo benefici, frenandone enormemente il tasso di emigrazione.

## La poesia
Dopo l'apogeo poetico del Rexurdimento, il genere lirico inizierà a soffrire una certa decadenza in questa fase intersecolare. Il numero di pubblicazioni poetiche (e letterarie) andrà sempre più decrescendo man mano che arriviamo al XX secolo. I poeti intersecolari utilizzeranno fino ad abusarne figure retoriche e tematiche proprie dei maestri della letteratura galiziana risorgimentale (Rosalía de Castro, Manuel Curros Enríquez e Eduardo Pondal), fino al punto da esaurirle. 
Un dei più importanti autori poetici di questa fase sarà Antonio Noriega Varela, che avrà relazioni personali e una certa influenza reciproca con un altro grande versificatore di questo periodo: Manuel Leiras Pulpeiro. Infatti, secondo Ricardo Carvalho Calero, Noriega e Leiras ripartirono il territorio da cantare come se fossero due signori feudali, in quanto Leiras Pulpeiro sarebbe stato il cantore della marina e, Noriega Varela, quello della montagna. In Noriega, d'altra parte, vi troveremo l'influenza del saudosismo portoghese e di scrittori lusitani come Teixeira de Pascoaes, Antero de Quental, Guerra Junqueiro o Eugénio de Castro.

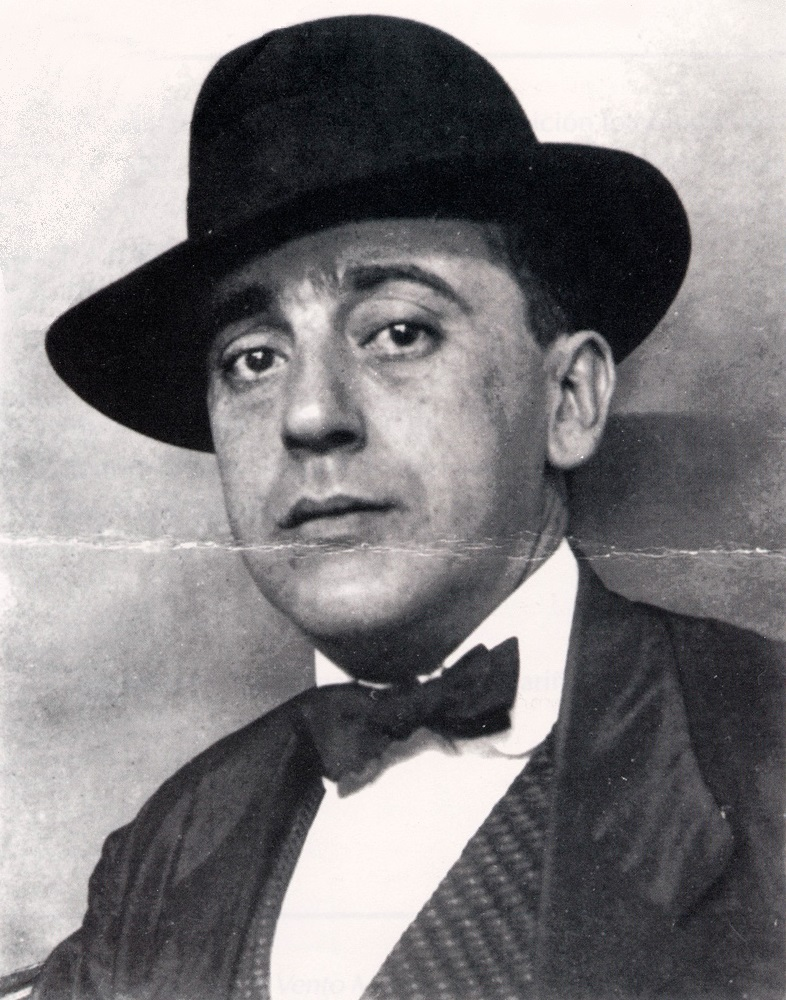
Ramón Cabanillas.

Ma, il grande creatore lirico di questa epoca intersecolare sarà Ramón Cabanillas. Se è vero che il "Poeta della Razza" è inquadrato normalmente (e in modo abbastanza sensato) come uno dei grandi scrittori dell'epoca delle Irmandades da Fala, non è meno vero che il versificatore cambiasse iniziando la sua carriera letteraria in questo periodo intersecolare (il suo libro di poesie No Desterro risale al 1913, e Vento Mareiro venne pubblicato nel 1915). Cabanillas sarà un innovatore della poesia (a causa della sua influenza del modernismo, corrente iniziata dal nicaraguense Rubén Darío), ma senza perdere di vista la tradizione precedente (soprattutto Rosalía de Castro).
Infine, dobbiamo dire che la poesia intersecolare (già all'inizio del novecento), seguirà fondamentalmente tre linee tematiche:
- Tradizionalista: che prosegue la tradizione poetica del XIX secolo, prendendo come modelli Rosalía de Castro, Manuel Curros Enríquez e Eduardo Pondal.
- Presenza del modernismo: anche se la letteratura galiziana non annovera che una sola poesia propriamente modernista, troviamo l'influenza di questa corrente in autori come Ramón Cabanillas, Antonio Noriega Varela, Antonio Rey Soto,...
- Predecessori del neotrobadorismo: anche se si tendeva a dire che la corrente neotrobadorica nascesse nel 1926, con la poesia di Fermín Bouza-Brey, Lelias ao teu ouvido, i predecessori del neotrobadorismo risalgono al periodo intersecolare, soprattutto a partire da una conferenza presentata da Manuel Murguía nel 1905, intitolata Los trovadores gallegos. Già nel 1905 Eduardo Pondal pubblicherà il testo Ao jeito de Johan Zorro, composizione poetica di chiara filiazione neotrobadorica. Nel 1911, uno dei grandi poeti catalani XX secolo, Carles Riba, scrisse in galiziano Cantigas de Amor e cantigas de Amigo (anche se l'opera venne pubblicata solo nel 1991). E, nel 1916, il portoghese António Lopes Vieira pubblicò, nel diario lisbonese O Século, il poema politico (avvalendosi di figure retoriche neotrobadoriche) intitolato Á Galiza, a modo de vello cantar. Ormai oltre il periodo intersecolare, nel 1919, troviamo influenze neotrobadoriche in Xoán Vicente Viqueira.

## La prosa

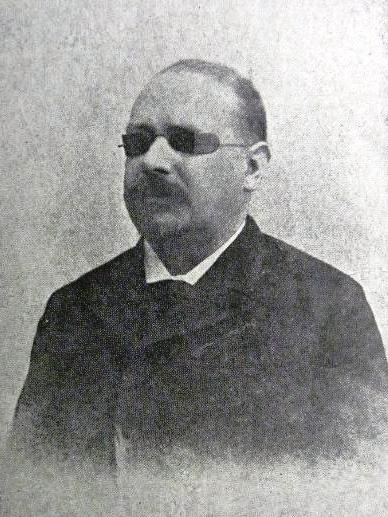
Valentín Lamas Carvajal fondò O Tío Marcos da Portela, un settimanale apparso per la prima volta nel 1876

Anche se la prosa giornalistica in lingua galiziana già esisteva dal Prerrexurdimento e si era ormai consolidata nel Rexurdimento, con la fondazione da parte di Valentín Lamas Carvajal del settimanale O Tío Marcos da Portela (1876), la prosa letteraria non apparirà se non verso la fine del Rexurdimento, con la pubblicazione del romanzo di Marcial Valladares Núñez: Maxina ou a Filla Espúrea (1880). Ma l'affermazione in merito al fatto che questo sia il primo romanzo scritto in galiziano deve essere presa con cautela, in quanto ci troviamo davanti a un libro "trilingue" (in galiziano, in spagnolo, e in una mescolanza di questi due idiomi popolarmente conosciuta come castrapo), dove la lingua è un elemento caratterizzante dei personaggi (quelli di classe alta parlano spagnolo; quelli di classe media e quelli di classe bassa che non hanno alcun tipo di relazione con i danarosi o con l'esercito, parlano in castrapo; e quelli di classe bassa e/o che vivono in zone rurali, parlano in galiziano). In particolare il fattore idiomatico impedisce pienamente a questa opera di essere il primo romanzo naturalista in cui si utilizza la lingua galiziana.
Nel 1889, inoltre verrà pubblicato il primo "best seller" della prosa galiziana, il Catecismo da Doutrina Labrega Composto da R. P. M. Fr. Marcos da Portela, Doutor en Teoloxía Campestre di Valentín Lamas Carvajal, popolarmente conosciuto come O Catecismo do Labrego ("il catechismo del contadino"). Si tratta di un'opera che, riproducendo la struttura del Catecismo da Doutrina Católoca ("catechismo della dottrina cattolica", vale a dire, la struttura di domanda-risposta), critica il caciquismo e i mali dei contadini. In questo modo, non possiamo pensare (in base al titolo e alla forma) che si tratti di un'opera anticlericale (il cattolicismo di Lamas lo impedisce), ma, con O Catecismo do Labrego, Lamas Carvajal aveva intenzione di denunciare le "carenze" nelle zone rurali galiziane parlando di un sistema conosciuto da tutti i potenziali lettori. Vale a dire, a quel tempo tutto il mondo (letterati e analfabeti) conosceva a memoria il catechismo (catecismo).

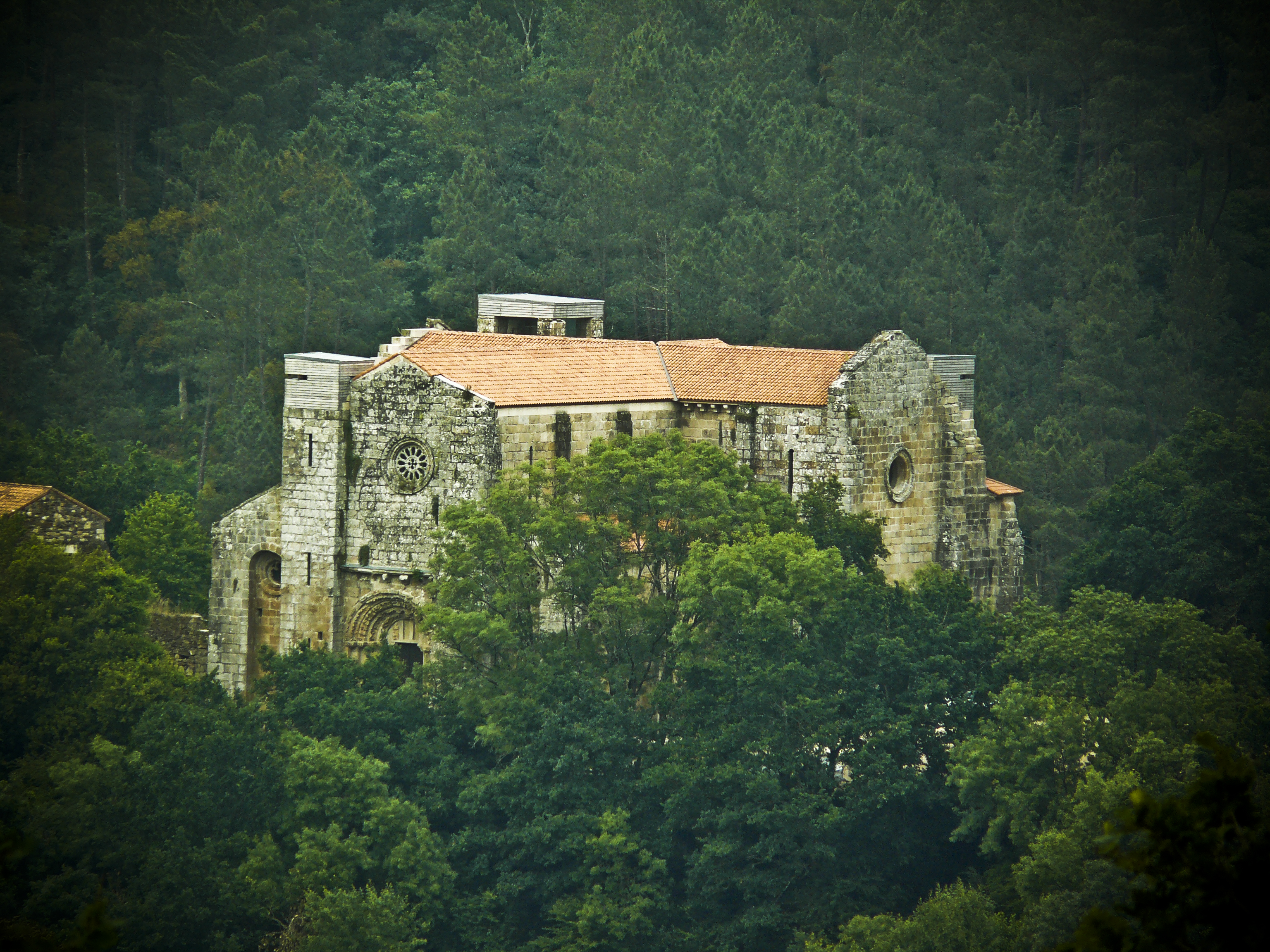
Il monastero di Carboeiro, dove viene ambientato il Niño de Pombas di López Ferreiro

A partire dal decennio 1890-1900, incominciano ad apparire testi interessanti per la letteratura galiziana, che presentano una certa diversificazione tematica. In questo decennio sorgerà il romanzo storico galiziano, dalla penna del canonico Antonio López Ferreiro, autore di A Tecedeira de Bonaval (1895), O Castelo de Pambre (1895) e Niño de Pombas (1905). Nel corso del tempo, troveremo romanzi di carattere folclorico, como ¡A Besta!(1899) di Patricio Delgado Luaces (Xan de Masma) o A Cruz de Salgueiro (1915), di Xesús Rodríguez López o i racconti di Néveda (pubblicati nel 1920), di Francisca Herrera Garrido. Il naturalismo si paleserà pienamente nei racconti naturalisti di Pé das Burgas (1904), dell'andaluso Francisco Álvarez de Nóvoa. Il romanzo di tematica amorosa, iniziato da Marcial Valladares Núñez con Maxina ou a Filla Espúrea, sarà continuato da Aurelio Ribalta con O Pastor de Dona Silvia e O Derradeiro Amore.
Infine, autori come Henrique Labarta Pose, Heraclio Pérez Placer o Valentín Lamas Carvajal, scriveranno opere di novellistica nelle quali verrà presentata, in chiave umoristica, la più "sconcertante" (chocalleira) delle realtà galiziane, a volte insieme alla difesa dei suoi contadini.

## Il teatro
Prima del 1880-1890, il teatro dominante in Galizia era il teatro popolare, proveniente dai Séculos Escuros.

Ma, a partire dal decennio (e anche prima), Francisco María de la Iglesia ha sentito la necessità di creare un teatro galiziano per le minoranze colte. In effetti, fu questo scrittore compostelano il primo a credere nella necessità di creare un teatro galiziano non popolare, che si opponesse all'immagine negativa del galiziano e dei galiziani che scrivevano le loro opere bilingue e in lingua spagnola, tanto che (secondo Laura Tato Fontaíña) il suo interesse per elaborare un nuovo teatro galiziano costò a Francisco María de la Iglesia il soprannome di "Capitán Araña" (frodatore, imbroglione,...), nomignolo datogli dai suoi stessi sostenitori. Per questo motivo, tale scrittore di opere teatrali si vide costretto a indirizzarsi al teatro galiziano non popolare. E lo fece con A Fonte do Xuramento, opera inaugurata al Liceo Brigantino di La Coruña il 13 agosto del 1882. Nel 1871 José María Chao Ledo debutta a Mondoñedo con Noite Boa de 1871.
La notizia dell'esistenza di questo tipo di teatro arrivò alle orecchie dell'emigrazione galiziana a Cuba. Così, nel 1884 ebbe il debutto a L'Avana Manuel Lugrís Freire con l'opera A Costureira da Aldea e, nel 1885 Ramón Armada Teixeiro debuttò al Gran Teatro Tacón della stessa città con ¡Non Máis Emigración!. In questa opera si combinano scene con canti e con dialoghi. Venne pubblicata tre volte in America e una in Galizia. Una innovazione è rappresentata dal fatto che (il primo atto ambientato in un villaggio, il secondo a L'Avana) l'unica lingua parlata è il galiziano. Altra innovazione è che i dialoghi sono in prosa.
Oltre a questo, sia in Galizia che nella diaspora, si ha (eccetto le opere di Francisco María de la Iglesia) il teatro storico di Emilio Álvarez Giménez (autore di Mari-Castaña. Unha Revolta Popular, 1884) e di Xoán Cuveiro Piñol (autore di Pedro Madruga, 1897) e i drammi di Galo Salinas (A Torre do Peito Burdelo, 1890, e ¡Filla...!, 1892). Di questo periodo intersecolare è anche il teatro di Xan da Cova, il quale merita (a causa della sua scarsa qualità) di essere poco più che menzionato.
Ma tutta questa blanda attività teatrale culminerà nel 1903 nella fondazione dell'Escola Rexional de Declamación, sorta per mano di un gruppo di giovani guidati da Eduardo Sánchez Miño. Tale scuola drammatica ebbe come direttori Galo Salinas (in una prima fase) e Manuel Lugrís Freire (successore di Galo Salinas). In particolare, al di là della mancanza di sostegno da parte del resto degli scrittori teatrali galiziani, le dispute personali e ideologiche tra Galo Salinas e Manuel Lugrís Freire, sofferte da questa fondazione, portarono al suo dissolvimento nel 1905. Ad ogni modo, pur avendo solo due anni di esistenza, la Escola Rexional de Declamación diede un impulso decisivo nella costituzione di un teatro galiziano.
In Galizia, a partire dal 1905, e fino al 1915, abbiamo rappresentazioni teatrali galiziane sporadiche e minoritarie. Tuttavia, la stampa regionalista di Cuba, dopo la scomparsa della Escola Rexional de Declamación, comincia a esercitare pressione per far riattivare il teatro galiziano. E sarò da questo momento che l'attore-direttore-scrittore drammatico Nan de Allariz comincia ad avere un gran successo sia nella diaspora che nel paese galiziano.
E anche in questa epoca avranno un importante successo le commedie (non esenti da denuncia sociale, si pensi ad esempio, il Mal de Moitos) del duo ferrolano "Charlón e Hermida", formato da Uxío Charlón e Manuel Sánchez Hermida.
In conclusione, a partire dal 1915 cominceranno ad avere importanza in ambito drammatico i cori popolari, in quanto sarà in questo anno che il ferrolano Toxos e Froles diventerà il primo coro incluso nel teatro di forma stabile. Da questo momento, i cori popolari saranno parte attiva della vita teatrale galiziana, diventandone inoltre, nella dittatura di Miguel Primo de Rivera, i depositari.